# Samuel Aba af Ungarn
 Der er for få eller ingen kildehenvisninger i denne artikel, hvilket er et problem. Du kan hjælpe ved at angive troværdige kilder til de påstande, som fremføres i artiklen.

Samuel Aba (ungarsk: Aba Sámuel), (født før 990 eller ca. 1009, død 5. juli 1044) var den tredje konge af Ungarn fra 1041 til 1044.
Samuel Aba blev valgt til konge af Ungarn, efter de ungarske herremænd havde afsat Kong Peter 1. ved et oprør. I 1044 vendte Peter imidlertid tilbage med hjælp fra den tyske konge Henrik 3. og besejrede Samuels hær i Slaget ved Ménfő nær Győr. Samuel flygtede fra slagmarken men blev fanget og dræbt.

## Eksterne links
- Wikimedia Commons har flere filer relateret til Samuel Aba af Ungarn